# Пам'ятки архітектури національного значення Тернопільської області
Тернопільська область включає частини історичних теренів Східної Галичини та Південної Волині. Архітектурно-містобудівна спадщина представлена замками XIV — XVII століть, католицькими і православними храмами доби ренесансу і бароко, унікальними пам'ятками дерев'яного церковного будівництва. На державному обліку перебуває 1178 пам'яток архітектури й містобудування, з яких 180 — національного значення.
Пам'ятки містобудування і архітектури України у Тернопільській області, внесені до Державного реєстру нерухомих пам'яток України. Справа на мапі позначено населені пункти, у яких розташовані пам'ятки архітектури національного значення у Тернопільській області. Числа означають номер у списку.
| №                     | Найменування пам'ятки                                                                                    | Світлина                      | Датування                                    | Розташування                         | Номер  |
| місто Тернопіль       | |                               |                                              |                                      |        |
| 1                     | Старий Замок                                                                                             |                               | 1540—1548 рр.                                | вул. Замкова, 12                     | 634    |
| 2                     | Здвиженська (Надставна) церква                                                                           |                               | XVI—XVII століття                            | вул. Над Ставом, 16                  | 635    |
| 3                     | Церква Різдва Хрестового                                                                                 |                               | 1602—1608 рр                                 | вул. Руська, 22                      | 636    |
| 4                     | Костел монастиря домініканів                                                                             |                               | 1749—1779 рр                                 | вул. Гетьмана Сагайдачного, 10       | 637/1  |
| 5                     | Келії Монастиря домініканів                                                                              | вул. Гетьмана Сагайдачного,14 | 1749—1779 рр                                 | 637/2                                |        |
| Бережанський район    | |                               |                                              |                                      |        |
| 6                     | Ратуша                                                                                                   |                               | 1811 р.                                      | м. Бережани, пл. Ринок, 1            | 638    |
| 7                     | Троїцький собор                                                                                          |                               | 1768 р.                                      | м. Бережани, пл. Ринок               | 639    |
| 8                     | Миколаївська церква                                                                                      |                               | 1691 р.                                      | м. Бережани, вул. Шевченка           | 640    |
| 9                     | Замок |                               | 1554 р.                                      | м. Бережани, вул. І.Франка           | 641/1  |
| 10                    | Троїцький замковий костел-усипальниця                                                                    |                               | 1554 р.                                      | м. Бережани, вул. І. Франка          | 641/2  |
| 11                    | Костел Різдва Діви Марії                                                                                 |                               | 1600 р.                                      | м. Бережани, вул. Лепких, 1          | 642/1  |
| 12                    | Дзвіниця костелу Різдва Діви Марії (Бережани)                                                            |                               | 1741 р.                                      | м. Бережани, вул. Лепких, 1          | 642/2  |
| 13                    | Миколаївський костел монастиря бернардинів                                                               |                               | 1630—1683 рр.                                | м. Бережани, вул. Костельна, 1       | 643/1  |
| 14                    | Келії монастиря бернардинів                                                                              |                               | 1716—1742 рр.                                | м. Бережани, вул. Костельна, 1       | 643/2  |
| 15                    | Костел Успіння Діви Марії                                                                                |                               | 1644—1653 рр.                                | с. Біще                              | 1555   |
| 16                    | Мисливський палац з ландшафтним парком                                                                   |                               | 1760—1770 рр.                                | с. Рай, вул. Райська                 | 644    |
| 17                    | Церква Петра і Павла                                                                                     |                               | 1688 р.                                      | с. Урмань                            | 1560/1 |
| 18                    | Дзвіниця церкви Петра і Павла                                                                            |                               | 1688 р.                                      | с. Урмань                            | 1560/2 |
| Борщівський район     | |                               |                                              |                                      |        |
| 19                    | Троїцький костел                                                                                         |                               | кінець XVIII століття                        | м. Борщів                            | 1562   |
| 20                    | Парк садиби Сапіг                                                                                        |                               | 1800 р.                                      | с. Більче-Золоте                     | 646    |
| 21                    | Замок (руїни)                                                                                            |                               | XVII—XVIII століття                          | с. Висічка                           | 647    |
| 22                    | Миколаївська церква                                                                                      |                               | 1763 р.                                      | с. Висічка                           | 648/1  |
| 23                    | Дзвіниця Миколаївської церква                                                                            |                               | 1763 р.                                      | с. Висічка                           | 648/2  |
| 24                    | Вали городища                                                                                            |                               | IX століття                                  | с. Дзвенигород                       | 1563   |
| 25                    | Церква Успіння Діви Марії                                                                                |                               | 1801 р.                                      | с. Дзвенигород                       | 1564/1 |
| 26                    | Дзвіниця Успіння Діви Марії                                                                              |                               | 1801 р.                                      | с. Дзвенигород                       | 1564/2 |
| 27                    | Церква перенесення мощей святого Миколая                                                                 |                               | XIV століття                                 | с. Збручанське                       | 1565   |
| 28                    | Церква Йоана Богослова                                                                                   |                               | 1775 р.                                      | с. Іване-Пусте                       | 1566/1 |
| 29                    | Дзвіниця церкви Йоана Богослова                                                                          |                               | 1775 р.                                      | с. Іване-Пусте                       | 1566/2 |
| 30                    | Замок (руїни)                                                                                            |                               | 1650 р.                                      | с. Кривче                            | 1567/0 |
| 31                    | Башта південно-східна                                                                                    |                               | 1650 р.                                      | с. Кривче                            | 1567/1 |
| 32                    | Башта південно-західна                                                                                   |                               | 1650 р.                                      | с. Кривче                            | 1567/2 |
| 33                    | Замок (руїни)                                                                                            |                               | XVI століття                                 | с. Кудринці                          | 1568   |
| 34                    | Давньослов'янський печерний храм                                                                         |                               | XI—XII століття                              | с. Міжгір'я                          | 1569   |
| 35                    | Здвиженська церква                                                                                       |                               | XVIII століття                               | с. Міжгір'я                          | 1570   |
| 36                    | Келії василіанського монастиря                                                                           |                               | XVI століття                                 | с. Міжгір'я                          | 1571   |
| 37                    | Фортеця Святої Трійці (руїни)                                                                            |                               | 1692 р.                                      | с. Окопи                             | 1572/0 |
| 38                    | Львівська брама                                                                                          |                               | 1692 р.                                      | с. Окопи                             | 1572/1 |
| 39                    | Кам'янецька брама                                                                                        |                               | 1692 р.                                      | с. Окопи                             | 1572/2 |
| 40                    | Башта над р. Збруч                                                                                       |                               | 1692 р.                                      | с. Окопи                             | 1572/3 |
| 41                    | Мури |                               | 1692 р.                                      | с. Окопи                             | 1572/4 |
| 42                    | Земляні вали                                                                                             |                               | 1692 р.                                      | с. Окопи                             | 1572/5 |
| 43                    | Церква святого Миколая                                                                                   |                               | 1777 р.                                      | с. Сапогів                           | 649/1  |
| 44                    | Дзвіниця церкви святого Миколая                                                                          |                               | 1777 р.                                      | с. Сапогів                           | 649/2  |
| 45                    | Замок (руїни)                                                                                            |                               | 1518 р. — XVIII століття                     | смт Скала-Подільська                 | 645/0  |
| 46                    | Замковий палац                                                                                           |                               | середина XVIII століття                      | смт Скала-Подільська                 | 645/1  |
| 47                    | Порохова вежа                                                                                            |                               | XVI століття                                 | смт Скала-Подільська                 | 645/2  |
| Бучацький район       | |                               |                                              |                                      |        |
| 48                    | Ратуша                                                                                                   |                               | 1750 р.                                      | м. Бучач, майдан Волі                | 650    |
| 49                    | Замок |                               | XIV століття                                 | м. Бучач, вул. Замкова               | 651    |
| 50                    | Василіянський монастир                                                                                   |                               | 1753—1777 рр.                                | м. Бучач, вул. Міцкевича, 19         | 652/0  |
| 51                    | Здвиженська церква                                                                                       |                               | 1753—1770 рр.                                | м. Бучач, вул. Міцкевича, 19         | 652/1  |
| 52                    | Монастирські келії (північний корпус)                                                                    |                               | 1753—1770 рр.                                | м. Бучач, вул. Міцкевича, 19         | 652/2  |
| 53                    | Монастирські келії (південний корпус)                                                                    |                               | 1753—1770 рр.                                | м. Бучач, вул. Міцкевича, 19         | 652/3  |
| 54                    | Дзвіниця                                                                                                 |                               | 1753—1770 рр.                                | м. Бучач, вул. Міцкевича, 19         | 652/4  |
| 55                    | Церква Святої Покрови                                                                                    |                               | 1755—1764 рр.                                | м. Бучач, вул. Галицька, 23          | 653    |
| 56                    | Церква Святого Миколая                                                                                   |                               | 1610 р.                                      | м. Бучач, вул. Св. Миколая, 8        | 654/1  |
| 57                    | Дзвіниця церкви Святого Миколая                                                                          |                               | IX століття                                  | м. Бучач, вул. Св. Миколая, 8        | 654/2  |
| 58                    | Костел Успіння Діви Марії                                                                                |                               | 1763 р.                                      | м. Бучач, вул. Просвіти, 2           | 655    |
| 59                    | Церква в урочищі Монастирок (руїни)                                                                      |                               | XVI століття                                 |                                      | 1573   |
| 60                    | Дзвіниця Святодухівської церкви                                                                          |                               | XVIII століття                               | с. Білявинці                         | 1574   |
| 61                    | Замок |                               | XVII століття                                | смт Золотий Потік                    | 656    |
| 62                    | Замок |                               | 1600 р.                                      | с. Підзамочок                        | 657    |
| 63                    | Палац |                               | XVII—XVIII століття                          | с. Язловець                          | 1575   |
| 64                    | Замок |                               | XIV—XVIII століття                           | с. Язловець                          | 658    |
| 65                    | Церква святого Миколая                                                                                   |                               | 1551 р.                                      | с. Язловець                          | 659    |
| 66                    | Костел Успіння Діви Марії                                                                                |                               | 1590 р.                                      | с. Язловець                          | 660    |
| Гусятинський район    | |                               |                                              |                                      |        |
| 67                    | Церква Святого Онуфрія                                                                                   |                               | XVI століття                                 | смт Гусятин, вул. Наливайка, 14      | 687    |
| 68                    | Бернардинський монастир                                                                                  |                               | 1610 р.                                      | смт Гусятин, вул. Суходільська, 3    | 688/0  |
| 69                    | Костел                                                                                                   |                               | 1610 р.                                      | смт Гусятин, вул. Суходільська, 3    | 688/1  |
| 70                    | Монастирські келії                                                                                       |                               | 1610 р.                                      | смт Гусятин, вул. Суходільська, 3    | 688/2  |
| 71                    | Синагога                                                                                                 |                               | кінець XVI—XVII століття                     | смт Гусятин, вул. Пушкіна, 15        | 689    |
| 72                    | Ганнозачатіївська церква                                                                                 |                               | XVII століття                                | с. Волиця                            | 1576/1 |
| 73                    | Дзвіниця Ганнозачатіївської церкви                                                                       |                               | перша половина XVII століття                 | с. Волиця                            | 1576/2 |
| 74                    | Церква Святої Параскеви                                                                                  |                               | XVII століття                                | с. Козина                            | 1577/1 |
| 75                    | Дзвіниця церкви Святої Параскеви                                                                         |                               | XVI століття                                 | с. Козина                            | 1577/2 |
| 76                    | Церква Воздвиження Чесного Хреста                                                                        |                               | 1630 р.                                      | м. Копичинці                         | 690/1  |
| 77                    | Дзвіниця церкви Воздвиження Чесного Хреста                                                               |                               | перша половина XVIII століття                | м. Копичинці                         | 690/2  |
| 78                    | Церква Святої Параскеви                                                                                  |                               | XVIII століття                               | с. Крогулець                         | 1578/1 |
| 79                    | Дзвіниця церкви Святої Параскеви                                                                         |                               | XVIII століття                               | с. Крогулець                         | 1578/2 |
| 80                    | Замок |                               | XVII століття                                | с. Сидорів                           | 1579   |
| 81                    | Костел Непорочного Зачаття Пречистої Діви Марії                                                          |                               | 1730 р.                                      | с. Сидорів                           | 1580   |
| Заліщицький район     | |                               |                                              |                                      |        |
| 82                    | Церква Святого Георгія                                                                                   |                               | XVII століття                                | с. Касперівці                        | 1581   |
| 83                    | Церква Успіння Богородиці                                                                                |                               | 1746 р.                                      | с. Кошилівці                         | 1582/1 |
| 84                    | Дзвіниця церкви Успіння Богородиці                                                                       |                               | 1746 р.                                      | с. Кошилівці                         | 1582/2 |
| 85                    | Церква Святого Миколая                                                                                   |                               | XVII століття                                | с. Нагоряни                          | 1583/1 |
| 86                    | Дзвіниця церкви Святого Миколая                                                                          |                               | XVII століття                                | с. Нагоряни                          | 1583/2 |
| Збаразький район      | |                               |                                              |                                      |        |
| 87                    | Замок |                               | 1631 р.                                      | м. Збараж, вул. Морозенка, 38        | 661    |
| 88                    | Бернардинський монастир                                                                                  |                               | 1627 р.                                      | м. Збараж, вул. Незалежності, 8      | 662/0  |
| 89                    | Костел                                                                                                   |                               | 1627 р.                                      | м. Збараж, вул. Незалежності, 8      | 662/1  |
| 90                    | Келії |                               | 1627 р.                                      | м. Збараж, вул. Незалежності, 8      | 662/2  |
| 91                    | Дзвіниця                                                                                                 |                               | 1627 р.                                      | м. Збараж, вул. Незалежності, 8      | 662/3  |
| 92                    | Церква Воскресіння Христового                                                                            |                               | 1530 р.                                      | смт Вишнівець                        | 1880-Н |
| 93                    | Палацовий комплекс                                                                                       |                               | 1640—1720 рр.                                | смт Вишнівець                        | 663/0  |
| 94                    | Палац |                               | 1720 р.                                      | смт Вишнівець, вул. Замкова, 7       | 663/1  |
| 95                    | Брами |                               | 1720 р.                                      | смт Вишнівець                        | 663/2  |
| 96                    | Господарські флігелі                                                                                     |                               | 1720 р.                                      | смт Вишнівець                        | 663/3  |
| 97                    | Парк |                               | кінець XVIII століття                        | смт Вишнівець                        | 663/4  |
| 98                    | Спасо-Преображенська церква                                                                              |                               | 1600 р.                                      | с. Залужжя                           | 664    |
| 99                    | Церква Святого Миколая й дзвіниця                                                                        |                               | 1575 р.                                      | с. Колодне                           | 1584   |
| 100                   | Дзвіниця церкви Святого Михаїла                                                                          |                               | XVIII століття                               | с. Колодне                           | 1585   |
| 101                   | Замок (руїни)                                                                                            |                               | XIV століття                                 | с. Старий Збараж                     | 1586   |
| Зборівський район     | |                               |                                              |                                      |        |
| 102                   | Храм Преображення Господнього                                                                            |                               | 1749 р.                                      | м. Зборів, вул. Б. Хмельницького, 17 | 1587   |
| 103                   | Замок |                               | 1516 р.                                      | смт Залізці, вул. Шкільна            | 665    |
| 104                   | Костел Святого Антонія (руїни)                                                                           |                               | XV—XVII століття                             | смт Залізці, вул. Шкільна            | 1588   |
| 105                   | Покровська церква                                                                                        |                               | 1740 р.                                      | смт Залізці, вул. Зелена             | 1589/1 |
| 106                   | Дзвіниця Покровської церкви                                                                              |                               | 1740 р.                                      |                                      |        |
| Козівський район      | |                               |                                              |                                      |        |
| 107                   | Успенська церква                                                                                         |                               | 1700 р.                                      | с. Конюхи                            | 1590/1 |
| 108                   | Дзвіниця Успенської церкви                                                                               |                               | 1700 р.                                      | с. Конюхи                            | 1590/2 |
| Кременецький район    | |                               |                                              |                                      |        |
| місто Кременець       | |                               |                                              |                                      |        |
| 109                   | Замок (руїни)                                                                                            |                               | IX—XVI ст.                                   | вул. Замкова                         | 666    |
| 110                   | Ансамбль колегіуму                                                                                       |                               | 1731—1743 рр.                                | вул. Ліцейна, 1                      | 667/0  |
| 111                   | Костел Святого Ігнатія Лойоли                                                                            |                               | 1731—1743 рр.                                | вул. Ліцейна, 1                      | 667/1  |
| 112                   | Південний навчальний корпус                                                                              |                               | 1743 р.                                      | вул. Ліцейна, 1                      | 667/2  |
| 113                   | Північний навчальний корпус                                                                              |                               | 1743 р.                                      | вул. Ліцейна, 1                      | 667/3  |
| 114                   | Парк |                               | 1809 р.                                      | вул. Ліцейна, 1                      | 667/4  |
| 115                   | Францисканський монастир                                                                                 |                               | 1636 р.                                      | вул. Шевченка, 57                    | 668/0  |
| 116                   | Собор Святого Миколая                                                                                    |                               | 1636—1832 рр.                                | вул. Шевченка, 57                    | 668/1  |
| 117                   | Келії |                               | XVIII століття                               | вул. Шевченка, 57                    | 668/2  |
| 118                   | Будинок-музей Юліуша Словацького                                                                         |                               | кінець XVIII століття                        | вул. Словацького, 16                 | 669    |
| 119                   | Житловий будинок                                                                                         |                               | кінець XVIII століття                        | вул. Базарна, 7                      | 670    |
| 120                   | Житловий будинок «Близнята»                                                                              |                               | XVIII століття                               | вул. Медова, 1                       | 671/1  |
| 121                   | Житловий будинок «Близнята»                                                                              |                               | XVIII століття                               | вул. Медова, 3                       | 671/2  |
| 122                   | Богоявленський монастир                                                                                  |                               | 1760-і рр.                                   | вул. Шевченка, 90                    | 1591/0 |
| 123                   | Богоявленський костел                                                                                    |                               | 1760 р.                                      | вул. Шевченка, 90                    | 1591/1 |
| 124                   | Корпус келій                                                                                             |                               | 1760 р.                                      | вул. Шевченка, 90                    | 1591/2 |
| 125                   | Дзвіниця                                                                                                 |                               | початок XX століття                          | вул. Шевченка, 90                    | 1591/3 |
| 126                   | Житловий будинок, заїзд                                                                                  |                               | XVIII—XIX століття                           | вул. Тимка Падури, 3                 | 1592   |
| місто Почаїв          | |                               |                                              |                                      |        |
| 127                   | Почаївська лавра                                                                                         |                               | XVI—XIX століття                             | пл. Возз'єднання                     | 672/0  |
| 128                   | Успенський собор                                                                                         |                               | 1783 р.                                      | пл. Возз'єднання                     | 672/1  |
| 129                   | Троїцький собор                                                                                          |                               | 1912 р.                                      | пл. Возз'єднання                     | 672/2  |
| 130                   | Монастирські келії                                                                                       |                               | 1771—1780 рр.                                | пл. Возз'єднання                     | 672/3  |
| 131                   | Архієрейський будинок                                                                                    |                               | 1825 р.                                      | пл. Возз'єднання                     | 672/4  |
| 132                   | Дзвіниця                                                                                                 |                               | 1861 р.                                      | пл. Возз'єднання                     | 672/5  |
| 133                   | Надбрамний корпус                                                                                        |                               | 1835 р.                                      | пл. Возз'єднання                     | 672/6  |
| 134                   | Всіхсвятська церква                                                                                      |                               | 1773 р.                                      | на цвинтарі                          | 1593   |
| інші населені пункти  | |                               |                                              |                                      |        |
| 135                   | Дзвіниця Михайлівської церкви                                                                            |                               | XVIII століття                               | с. Башуки                            | 1594   |
| 136                   | Каплиця                                                                                                  |                               | XVI-XVII століття                            | с. Підлісці                          | 674    |
| 137                   | Покровська церква                                                                                        |                               | 1643 р.                                      | с. Старий Почаїв                     | 673    |
| Підволочиський район  | |                               |                                              |                                      |        |
| 138                   | Замок |                               | 1630 р.                                      | м. Скалат                            | 67     |
| 139                   | Церква Йоана Богослова                                                                                   |                               | 1700 р.                                      | с. Скорики                           | 1595   |
| Підгаєцький район     | |                               |                                              |                                      |        |
| 140                   | Успенська церква                                                                                         |                               | 1653 р.                                      | м. Підгайці, вул. Бережанська        | 1556   |
| 141                   | Спасо-Преображенська церква                                                                              |                               | 1772 р.                                      | м. Підгайці, вул. Галицька           | 1557/1 |
| 142                   | Дзвіниця Спасо-Преображенської церкви                                                                    |                               | середина XIX стстоліття                      | м. Підгайці, вул. Галицька           | 1557/2 |
| 143                   | Костел (руїни)                                                                                           |                               | 1634 р.                                      | м. Підгайці, вул. Чапаєва            | 1558   |
| 144                   | Синагога                                                                                                 |                               | кінець XVI—XVII століття                     | м. Підгайці, вул. Замкова            | 1559   |
| 145                   | Церква Святих Бориса і Гліба                                                                             |                               | 1711—1772 рр.                                | с. Шумляни                           | 1561/1 |
| 146                   | Дзвіниця церкви Святих Бориса і Гліба                                                                    |                               | 1782 р.                                      | с. Шумляни                           | 1561/2 |
| Теребовлянський район | |                               |                                              |                                      |        |
| 147                   | Замок (руїни)                                                                                            |                               | 1631 р.                                      | м. Теребовля, вул. Підзамче          | 676    |
| 148                   | Церква Святого Миколая                                                                                   |                               | кінець XVI століття                          | м. Теребовля, вул. Шевченка, 14      | 677/1  |
| 149                   | Дзвіниця церкви Святого Миколая                                                                          |                               | XVI століття                                 | м. Теребовля, вул. Шевченка, 14      | 677/2  |
| 150                   | Монастир кармелітів                                                                                      |                               | 1635 р.                                      | м. Теребовля, вул. Шевченка, 3       | 678/0  |
| 151                   | Костел Успіння Діви Марії                                                                                |                               | 1635 р.                                      | м. Теребовля, вул. Шевченка, 3       | 678/1  |
| 152                   | Корпус келій                                                                                             |                               | 1635 р.                                      | м. Теребовля, вул. Шевченка, 3       | 678/2  |
| 153                   | Мури з 3 наріжними вежами-бастіонами                                                                     |                               | 1635 р.                                      | м. Теребовля, вул. Шевченка, 3       | 678/3  |
| 154                   | Надбрамна дзвіниця                                                                                       |                               | XIX століття                                 | м. Теребовля, вул. Шевченка, 3       | 678/4  |
| 155                   | Підгорянський монастир (руїни)                                                                           |                               | XVI—XVII століття                            | Південна околиця м. Теребовлі        | 1596/0 |
| 156                   | Церква Різдва Святого Івана Хрестителя                                                                   |                               | XVII століття                                | м. Теребовля, на території монастиря | 1596/1 |
| 157                   | Корпус келій (руїни)                                                                                     |                               | XVII століття                                | м. Теребовля, на території монастиря | 1596/2 |
| 158                   | Надбрамна вежа                                                                                           |                               | XVII століття                                | м. Теребовля, на території монастиря | 1596/3 |
| 159                   | Мури з вежами-бастіонами                                                                                 |                               | XVII століття                                |                                      | 1596/4 |
| 160                   | Троїцький костел                                                                                         |                               | 1611—1634 рр.                                | с. Долина                            | 682    |
| 161                   | Замок |                               | XVII століття                                | с. Долина                            | 683    |
| 162                   | Замок |                               | XVI—XVIII століття                           | смт Микулинці, вул. Хоткевича, 2-а   | 679    |
| 163                   | Палац |                               | XVIII—XIX століття                           | смт Микулинці, вул. Хоткевича, 2     | 680    |
| 164                   | Троїцький костел                                                                                         |                               | 1761—1779 р.                                 | смт Микулинці, вул. Хоткевича, 11    | 681    |
| Тернопільський район  | |                               |                                              |                                      |        |
| 165                   | Церква Йоана Предтечі                                                                                    |                               | 1747 р.                                      | с. Баворів                           | 1597   |
| 166                   | Церква Св. Петра і Павла (в реєстрі, насправді Церква Непорочного Зачаття Пречистої Діви Марії)          |                               | 1774 р.                                      | с. Буцнів                            | 1598/1 |
| 167                   | Дзвіниця церкви Св. Петра і Павла (в реєстрі, насправді Церква Непорочного Зачаття Пречистої Діви Марії) |                               | початок XX століття, відновлена У 1990-х рр. | с. Буцнів                            | 1598/2 |
| 168                   | Палац |                               | 1720 р.                                      | с. Плотича                           | 1599   |
| Чортківський район    | |                               |                                              |                                      |        |
| 169                   | Церква Вознесіння Господнього                                                                            |                               | 1717 р.                                      | м. Чортків, вул. Залізнична          | 684    |
| 170                   | Церква Успіння Пресвятої Богородиці                                                                      |                               | 1635 р.                                      | м. Чортків, вул. Церковна            | 685/1  |
| 171                   | Дзвіниця церкви Успіння Пресвятої Богородиці                                                             |                               | XVII століття                                | м. Чортків, вул. Церковна            | 685/2  |
| 172                   | Замок Гольських                                                                                          |                               | 1610 р.                                      | м. Чортків, вул. Замкова             | 686    |
| 173                   | Церква Святого Миколая                                                                                   |                               | 1672—1782 рр.                                | с-ще Нагірянка                       | 691/1  |
| 174                   | Дзвіниця церкви Святого Миколая                                                                          |                               | XVIII століття                               | с-ще Нагірянка                       | 681/2  |
| Шумський район        | |                               |                                              |                                      |        |
| 175                   | Спасо-Преображенська церква                                                                              |                               | 1637—1715 рр.                                | м. Шумськ, вул. Українська, 13       | 1601/1 |
| 176                   | Дзвіниця Спасо-Преображенської церкви                                                                    |                               | кінець XVIII століття                        | м. Шумськ, вул. Українська, 13       | 1601/2 |
| 177                   | Монастир Святого Йоана Милостивого                                                                       |                               | 1637 р.                                      | с. Малі Загайці                      | 1854/0 |
| 178                   | Церква Святого Йоана Милостивого                                                                         |                               | 1623 р.                                      | с. Малі Загайці                      | 1854/1 |